# Coprotiella
Coprotiella is een monotypisch geslacht van schimmels dat behoort tot de familie Ascodesmidaceae. Het bevat alleen Coprotiella gongylospora.